# Parlament de Cantàbria
El Parlament de Cantàbria, o Assemblea Regional, és l'òrgan legislatiu de la Comunitat Autònoma de Cantàbria. Els seus membres es diuen diputats i la seva comesa és representar els ciutadans càntabres. Són triats per sufragi universal, igual, lliure, directe i secret.

## Funcions
Les seves funcions es poden dividir en tres apartats: legislatives, de control i pressupostàries.

### Legislatives
En aquest apartat el Parlament té el poder de:
- aprovar les lleis d'àmbit autonòmic i proposar al govern de l'Estat l'adopció de projectes de llei.
- subscriure acords de col·laboració i convenis amb altres Comunitats Autònomes.
- Escollir d'entre els seus membres al President de la Comunitat.
- Escollir al senador/a per a representar a Cantàbria al Senat.

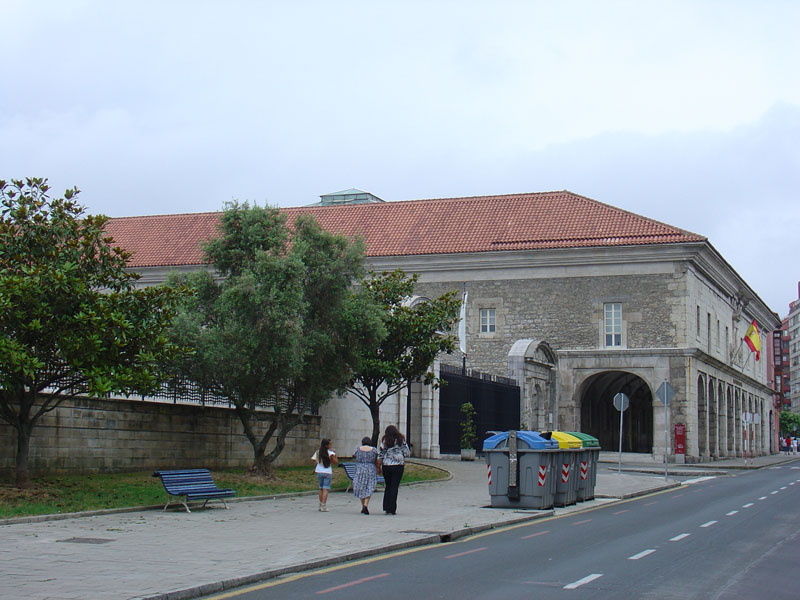
El Parlament de Cantàbria, situat al Carrer Alt de la ciutat de Santander.

### De control
Aquí s'inclourien:
- controlar l'acció del govern autonòmic.
- exigir, si fos necessari, responsabilitats als membres del govern autonòmic.
- col·laborar en el control dels mitjans de comunicació de titularitat pública.

### Pressupostàries
Les funcions pressupostàries serien: 
- realitzar i aprovar els pressuposts de la Comunitat.
- aprovar plans de foment de l'activitat econòmica per a l'interès general de Cantàbria.

## Composició
El Parlament de Cantàbria és escollit en règim de circumscripció única, ja que és una comunitat autònoma uniprovincial. El nombre total de diputats pot variar entre 35 i 45. A la legislatura 2023-2027 els grups parlamentaris són els següents: 
| Grups parlamentaris al Parlament de Cantàbria |                    |            |                             |                             |        |
| Nom                                           | Nom                | Components | Portaveu                    | Líder                       | Escons |
|                                               | Regionalista (GPR) | PRC        | Pedro Hernando              | Miguel Ángel Revilla (P)    | 8      |
|                                               | Popular (GPP)      | PP         | María José Sáenz de Buruaga | María José Sáenz de Buruaga | 15     |
|                                               | Socialista (GPS)   | PSC-PSOE   | Noelia Cobo                 | Pablo Zuloaga               | 8      |
|                                               | VOX (VOX)          | Vox        | Cristóbal Palacio           | Cristóbal Palacio           | 4      |

Els diputats exerceixen el seu càrrec durant quatre anys i gaudeixen d'inviolabilitat per activitats realitzades en l'exercici del seu càrrec (vots, opinions, etc.).

## Òrgans
Està compost per: la Taula, la Junta de Portaveus, la Diputació Permanent i les Comissions Permanents.

## Reglament de la càmera
Després de 12 anys de treballs, el 2007 es reformà el reglament intern que regula la càmera, versió en ús des de 1983. Aquest nou reglament pretenia agilitzar l'activitat parlamentària, impedir el transfuguisme i garantir el control al Govern, a més de fixar un 0,7% del pressupost anual per a cooperació al desenvolupament.

## Seu
La seu del Parlament càntabre és l'antic Hospital de Sant Rafael, situat a Santander. Va ser inaugurat com a seu de la institució el 2 de juliol de 1982. Anteriorment, el Govern càntabre i el Parlament compartien seu a l'antic edifici de la Diputació Provincial de Santander.